# Stolonivector waipouensis
Stolonivector waipouensis là một loài Rêu trong họ Geocalycaceae. Loài này được J.J. Engel mô tả khoa học đầu tiên năm 2003.